# Gerhard Juergensohn
Gerhard Juergensohn (* 9. Februarjul. / 22. Februar 1911greg. in Mogiljow; † 23. März 1996 in Berlin) war ein deutscher Theologe. Ab 1964 wirkte er als Oberkonsistorialrat der Evangelischen Kirche von Schlesien mit Sitz in Görlitz. Von 1969 bis 1977 war er stellvertretender Vorstandsvorsitzender der Konferenz der Evangelischen Kirchenleitungen in der DDR.

## Leben und Werk
Gerhard Juergensohn entstammt einer baltendeutschen Familie; über Generationen waren seine männlichen Vorfahren lutherische Pfarrer in Lettland. Sein Vater Wilhelm Juergensohn (1869–1972) hatte eine Pfarrstelle in Tuckum, sein Großvater Peter Anton Juergensohn (1833–1918) in Edsen. Während der Russischen Revolution von 1905 kam es auch in Lettland zu Aufständen, bei denen u. a. Baltendeutsche angegriffen wurden. Beunruhigt von Revolution und deren blutiger Niederschlagung verließ Wilhelm Juergensohn 1906 mit seiner Familie Lettland und wurde nach einer Zwischenstation als Pastor im wolgadeutschen Neu-Weimar dann 1910 Pfarrer der deutsch-lutherischen Gemeinde von Mogiljow, damals Hauptstadt des zaristischen Gouvernements Mogiljow, heute Belarus.
In Mogiljow wurde Gerhard Juergensohn ein Jahr nach Umzug und Amtsantritt seines Vaters geboren. Im Zuge des Ersten Weltkriegs wurde Mogiljow 1918 von deutschen Truppen besetzt. Zusammen mit den 1918 abziehenden deutschen Besatzungstruppen verließ die Familie Juergensohn die Stadt. Nach einer Zwischenstation in Tuckum ließ sich Wilhelm Juergensohn 1919 als Pfarrer in Pommern nieder, wo er von 1919 bis 1922 in Giesebitz im Kreis Stolp als Hilfsprediger Anstellung fand. Anschließend übernahm Wilhelm Juergensohn eine Pfarrstelle in Wolkwitz im Kreis Demmin, die er bis zur Versetzung in den Ruhestand 1938 innehatte.
Gerhard Juergensohn besuchte erst das Gymnasium in Stolp, nach dem Umzug der Familie nach Wolkwitz dann als Internatsschüler das Joachimsthalsche Gymnasium in Templin, wo er das Abitur ablegte. Von 1929 bis 1934 studierte Juergensohn Evangelische Theologie an der Universität Berlin. Am 21. Juni 1937 wurde er in Berlin ordiniert.
Nach Stationen als Hilfsprediger in Messow im Kreis Crossen und in Reetz im Kirchenkreis Belzig erhielt Juergensohn 1940 seine erste Pfarrstelle in Reetz. Er heiratete im Januar 1940 in Belzig; 1942 wurde das erste von drei Kindern geboren. Juergensohn wurde 1940 zur Wehrmacht eingezogen, entging aber wegen einer Herzfehler-Diagnose dem Frontdienst. Er diente stattdessen als Soldat, später Unteroffizier in einer Blindenführhund-Staffel, mit der er zu Kriegsende in amerikanische Kriegsgefangenschaft geriet. Nach Aufenthalt in einem Rheinwiesenlager der US-Army wurde er 1945 entlassen und kehrte mit seiner Familie nach Reetz zurück, wo er seine Pfarrstelle wieder besetzte.
1952 zog er mit seiner Familie nach Bad Wilsnack, wo er Pfarrer und Superintendent des Kirchenkreises Havelberg-Wilsnack wurde.
1964 wurde Juergensohn zum theologischen Oberkonsistorialrat der Evangelischen Kirche von Schlesien mit Sitz in Görlitz ernannt. Zusammen mit der zeitgleichen Ernennung seines Amtsvorgängers Hans-Joachim Fränkel zum Bischof vollzog sich damit an der Spitze der „rest-schlesischen“ Landeskirche ein Generationswechsel. Nach Ansicht der SED-Bezirksleitung des Bezirks Dresden gelangte mit Juergensohn „der reaktionärste Superintendent der Berlin-Brandenburgischen Kirche“ auf den Oberkonsistorial-Posten.
1969 wurde Juergensohn zum stellvertretenden Vorstandsvorsitzenden der neukonstituierten Konferenz der Evangelischen Kirchenleitungen in der DDR gewählt, sein Wohnsitz war weiter Görlitz. 1972 bis 1977 leitete Juergensohn daneben kommissarisch die Innere Mission und das Diakonische Werk/Hilfswerk der inzwischen umbenannten Evangelischen Kirche des Görlitzer Kirchengebietes.
1977 ging Juergensohn in den Ruhestand und siedelte mit seiner Ehefrau in die Bundesrepublik Deutschland über. Erst wohnten sie in Hockenheim, dann in West-Berlin, wo sie ihren Lebensabend im Wohnstift „Otto Dibelius“ in Berlin-Mariendorf verbrachten. Gerhard Juergensohn wurde 1996 auf dem Evangelischen Friedhof Alt-Mariendorf II beigesetzt. Akten des DDR-Staatssekretärs für Kirchenfragen zu Gerhard Juergensohn befinden sich im Bundesarchiv, Dienststelle Berlin-Lichterfelde.